# 緋音町怪絵巻
『緋音町怪絵巻』は、2005年に制作された日本の映画。

## ストーリー
幾つもの怪伝説を誇る緋音町（あかねちょう）。町に超常現象が起こったある日、飲み屋のアイドルである「アカネ」は次々と町の男たちに言い寄られ、スポーツ万能美少女の「コマキ」は、初恋相手と弓道の勝負をすることになる。

## キャスト
- アカネ - 夏生ゆうな
- コマキ - 平田薫
- トヲル - 川岡大次郎
- アサト - 細田よしひこ
- ヒデ爺 - 飯田孝男
- 大家さん - 吉田京子
- 神主 - 大久保了
- 町長 - 中原和宏
- ギプス - タモト清嵐
- 生徒 - 石原宣秀
- ジュン - 三好昭央
- 矢追氏 - 矢追純一